# 스코틀랜드인
스코트인(영어: Scotsman 스코츠먼[*], 스코트어: Scots Fowk 스코츠 포우크, 스코틀랜드 게일어: Albannaich 알바나크)은 켈트계를 조상으로 하여 스코틀랜드 민족·혈통을 말하거나, 스코틀랜드 출신이나 이민자로 구성된 스코틀랜드 국민 또는 거주자를 말한다.

## 같이 보기
- 스코틀랜드의 역사
- 영국인